# Tylopterna
Tylopterna är ett släkte av tvåvingar. Tylopterna ingår i familjen fritflugor.
Kladogram enligt Catalogue of Life:
| Tylopterna | \| \| Tylopterna monstrosum \| \| \| \| \| \| Tylopterna sextalis \| \| \| \| |
|            | \| \| Tylopterna monstrosum \| \| \| \| \| \| Tylopterna sextalis \| \| \| \| |
|            | Tylopterna monstrosum                                                         |
|            |                                                                               |
|            | Tylopterna sextalis                                                           |
|            |                                                                               |